# ウルグアイサッカー協会
ウルグアイサッカー協会（ウルグアイサッカーきょうかい、スペイン語: Asociación Uruguaya de Fútbol）は、ウルグアイにおけるサッカーを統括する競技運営団体。略称はAUF。国際サッカー連盟（FIFA）と南米サッカー連盟（CONMEBOL）に加盟している。本部は首都のモンテビデオに置かれる。
国内サッカーリーグであるプリメーラ・ディビシオンの運営を行い、サッカーウルグアイ代表などを組織する。なお、ブラジルサッカー連盟やアルゼンチンサッカー協会と共に、南米サッカー連盟の設立当初からのメンバーである。

## 主な運営組織
- サッカーウルグアイ代表
- サッカーウルグアイ女子代表
- U-23サッカーウルグアイ代表